# 新旭站 (江若鐵道)
新旭站（日语：／ Shinasahi eki */?）是位於滋賀縣高島郡新旭町大字北畑（現時：高島市新旭町北畑），江若鐵道的鐵路車站（廢站）。

## 歷史
在1931年（昭和6年）1月，江若鐵道安曇至近江今津之間開通，此站啟用。原本該區間預定在1930年（昭和5年）8月尾開通，但是由於安曇站與此站之間的安曇川橋樑建設需時，因此實際在翌年才開通。在啟用初時的車站名稱是新儀站（日语：／），名稱取自車站所在地村名（高島郡新儀村）。該村在1955年（昭和30年）合併為新旭町，車站名稱也改名為新旭。
江若鐵道在1969年（昭和44年）10月31日結束營業，車站在翌日11月1日廢除。

### 年表
- 1931年（昭和6年）1月1日：安曇站至近江今津站之間開業，新儀站啟用。當時車站位於高島郡新儀村（日语：新儀村）[5][6]。
- 日期不詳：改名為新旭站[注 1]。
- 1969年（昭和44年）11月1日：車站被廢除[5]。

## 車站構造
新旭站內設有客運和貨運業務（一般車站），可進行列車交會。站內設有2面2線的相對式月台、側線和貨棚。
此站設有職員當值（有人車站）。

## 使用狀況
以下為開業起數年之間的一年上下車人次和貨物起卸量：
| 一年客量和貨物起卸量： | 一年客量和貨物起卸量： | 一年客量和貨物起卸量： | 一年客量和貨物起卸量： | 一年客量和貨物起卸量： | 一年客量和貨物起卸量： |
| 年                     | 旅客                   | 旅客                   | 貨物                   | 貨物                   | 參考資料               |
| 年                     | 乘車                   | 下車                   | 發送                   | 到達                   | 參考資料               |
| ---------------------- | ---------------------- | ---------------------- | ---------------------- | ---------------------- | ---------------------- |
| 1931年                 | 30,132人               | 29,870人               | 1,098公噸              | 1,023公噸              | [ 11 ]                 |
| 1934年                 | 33,371人               | 33,613人               | 1,257公噸              | 1,860公噸              | [ 12 ]                 |
| 1935年                 | 35,413人               | 35,432人               | 876公噸                | 1,780公噸              | [ 13 ]                 |
| 1936年                 | 39,609人               | 39,519人               | 1,062公噸              | 1,879公噸              | [ 14 ]                 |

## 車站周邊
車站所在地北畑與周邊地區都是新旭町的中心部分，該處設有町公所、中學和銀行等町的公共設施和商店。但是在車站周邊都沒有民居。
在江若鐵道廢線後，於車站遺址南邊500米處設置了湖西線的新旭站。截至2015年，車站遺址附近設有大津第一交通高島營業所。

## 相鄰車站
江若鐵道
江若鐵道線
安曇川－新旭－饗庭
- 在此站與安曇川站之間設有江若鐵道最長的橋樑，名為安曇川橋樑。

## 注腳

## 相關項目
- 日本鐵路車站列表 Shi